# Рабенкирхен-Фаулик
Рабенкирхен-Фаулик (њем. Rabenkirchen-Faulück) општина је у њемачкој савезној држави Шлезвиг-Холштајн. Једно је од 134 општинска средишта округа Шлезвиг-Фленсбург. Према процјени из 2010. у општини је живјело 653 становника. Посједује регионалну шифру (AGS) 1059068.

## Географски и демографски подаци
Рабенкирхен-Фаулик се налази у савезној држави Шлезвиг-Холштајн у округу Шлезвиг-Фленсбург. Општина се налази на надморској висини од 30 метара. Површина општине износи 14,2 km². У самом мјесту је, према процјени из 2010. године, живјело 653 становника. Просјечна густина становништва износи 46 становника/km².